# Permjakov
Permjakov je priimek več oseb:
- Jakov Permjakov, ruski raziskovalec
- Vjačeslav Vladimirovič Permjakov, sovjetski general